# Luna en Leo
Luna en Leo es una película de drama romántico argentina de 2013 dirigida por Juan Pablo Martínez y coescrita por Jimena Ruiz Echazú e Ismael Serrano. Se trata de una adaptación nacional de la película estadounidense Luke and Brie Are on a First Date (2008) dirigida por Chad Hartigan y coescrita junto a George Ducker y Meghan Webster. Está protagonizada por Serrano y Carla Pandolfi. La película se estrenó el 13 de diciembre de 2013 en México, mientras que su estreno en las salas de cines de Argentina fue el 6 de marzo de 2014.

## Sinopsis
Durante una noche en Buenos Aires, un periodista español llamado Leo se encuentra en un bar con Luna, una exmodelo de carácter complicado que aceptó su cita. En el transcurso de su encuentro, ambos mantendrán una charla sobre su pasado, anécdotas, trabajo y otros tópicos que por momentos harán que se enamoren y por otros que se enojen.

## Elenco
- Ismael Serrano como Leo
- Carla Pandolfi como Luna
- Javier Drolas como Marcos
- Miguel Di Lemme como Daniel
- Matías De Pádova como José
- Miguel Young como Sergio
- Irene Goldszer como Camila

## Recepción

### Comentarios de la crítica
La película cosechó críticas negativas a mixtas por parte de la prensa. Adolfo C. Martínez de La Nación mencionó que «el director Juan Pablo Martínez pretende bucear en las existencias de los enamorados y sólo logra una larga y monótona serie de circunstancias que no llevan a ninguna parte», mientras que «los rubros técnicos no ayudan demasiado a levantar el ritmo de este film que, sin duda, será de pronto olvido». Juan José Santillán de Clarín expresó que «Luna en Leo es una comedia romántica sin demasiadas pretensiones» y «quizá lo más destacado de esta versión dirigida por Juan Pablo Martínez es el debut como actor protagónico del cantautor Ismael Serrano, quien a nivel expresivo, hace de sí mismo o casi».
En una reseña para Tiempo Argentino, Gustavo Castagna escribió «Carla Pandolfile otorga cierta seducción a su esquemático rol; eerrano, en cambio, ni ahí» y añadió que «las imposiciones del guion y alguna musiquita de fondo resultan redundante». Juan Carlos Fontana de La Prensa señaló que «Luna en Leo es una historia romántica, simple y directa» y además «el filme cuenta con muy convincentes actuaciones de Ismael Serrano (Leo) y Carla Pandolfi (Luna)».

### Premios y nominaciones
| Lista de premios y nominaciones | Lista de premios y nominaciones | Lista de premios y nominaciones | Lista de premios y nominaciones                          | Lista de premios y nominaciones | Lista de premios y nominaciones |
| Año                             | Organización                    | Categoría                       | Nominado/a(s)                                            | Resultado                       | Ref(s)                          |
| ------------------------------- | ------------------------------- | ------------------------------- | -------------------------------------------------------- | ------------------------------- | ------------------------------- |
| 2014                            | Premios Sur                     | Mejor guion adaptado            | Juan Pablo Martínez, Jimena Ruiz Echazú e Ismael Serrano | Nominados                       | [ 9 ]                           |